# Стоколос мадридський
Стоколос мадридський (Bromus madritensis L.) – вид рослин родини тонконогові (Poaceae). madritensis — географічний епітет, який натякає на його місце зростання в Мадриді.

## Опис
Це однорічна рослина від 10 до 60 см заввишки. Стебло голе нижче волоті. Суцвіття — волоть довжиною 2–5 см, рідкісні, проведення колоски, які змінюються в кольорі від зеленого до пурпурно-червоного. Вид стійкий до посухи і має свій вегетативний розвиток між зимою і весною, до літа.

## Поширення
Північна Африка: Алжир; [пн.] Єгипет; Лівія [пн.]; Марокко; Туніс. Азія: Афганістан; Єгипет — Синай; Іран; Ірак; Ізраїль; Йорданія; Ліван; Сирія; Туреччина; Китай — Тибетський автономний район. Європа: Україна — Крим, також відомо кілька локалітетів на півночі України; Албанія; Болгарія; Хорватія; Греція [вкл. Крит]; Італія [вкл. Сардинія, Сицилія]; Словенія; Франція [вкл. Корсика]; Португалія [вкл. Мадейра]; Гібралтар; Іспанія [вкл. Балеарські острови, Канарські острови]. Натуралізований в деяких інших країнах.
Населяє узбіччя, поля видалених сухих культур або серед фруктових дерев, вздовж доріг й залізничних колій.

## Галерея

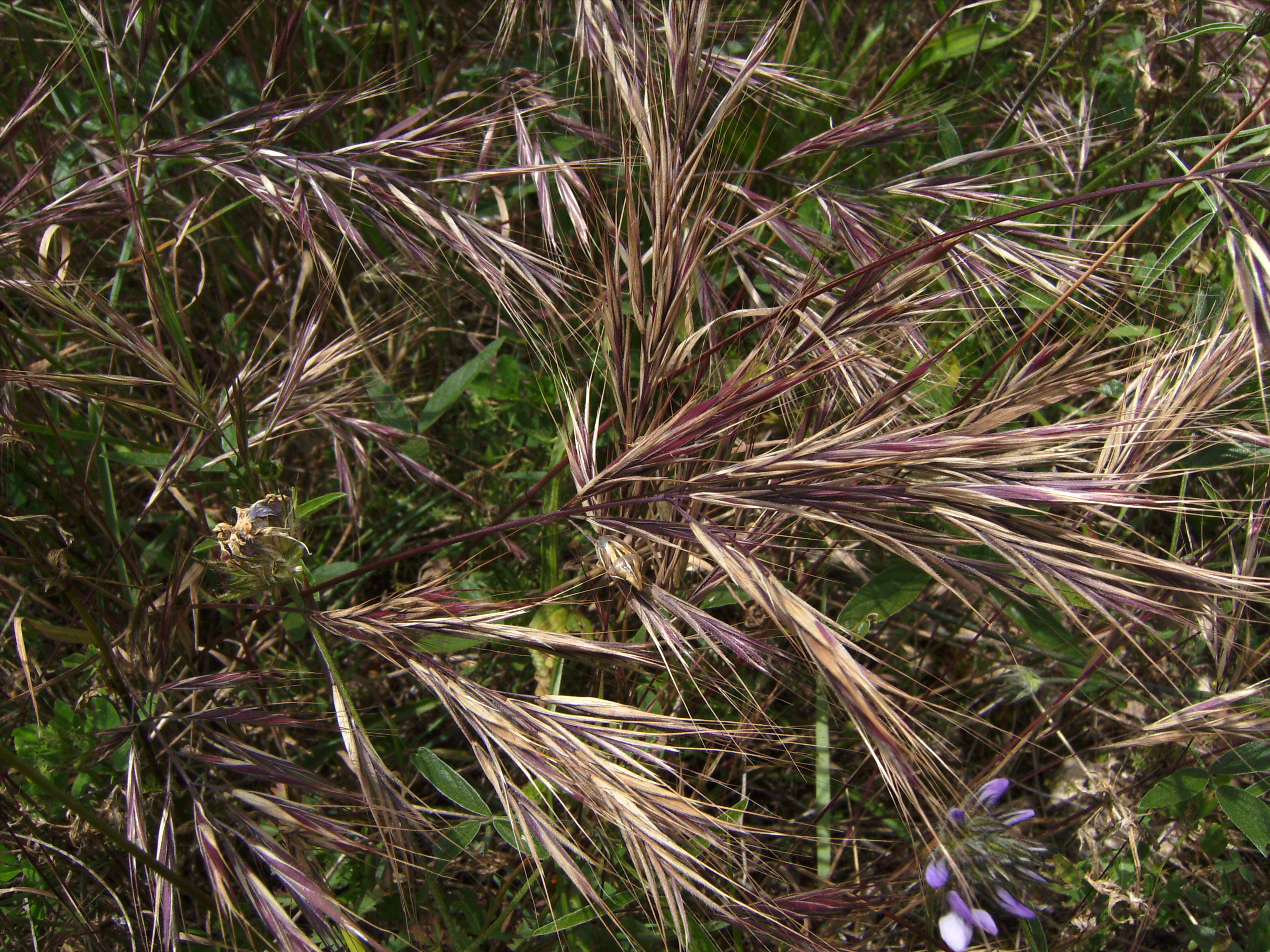
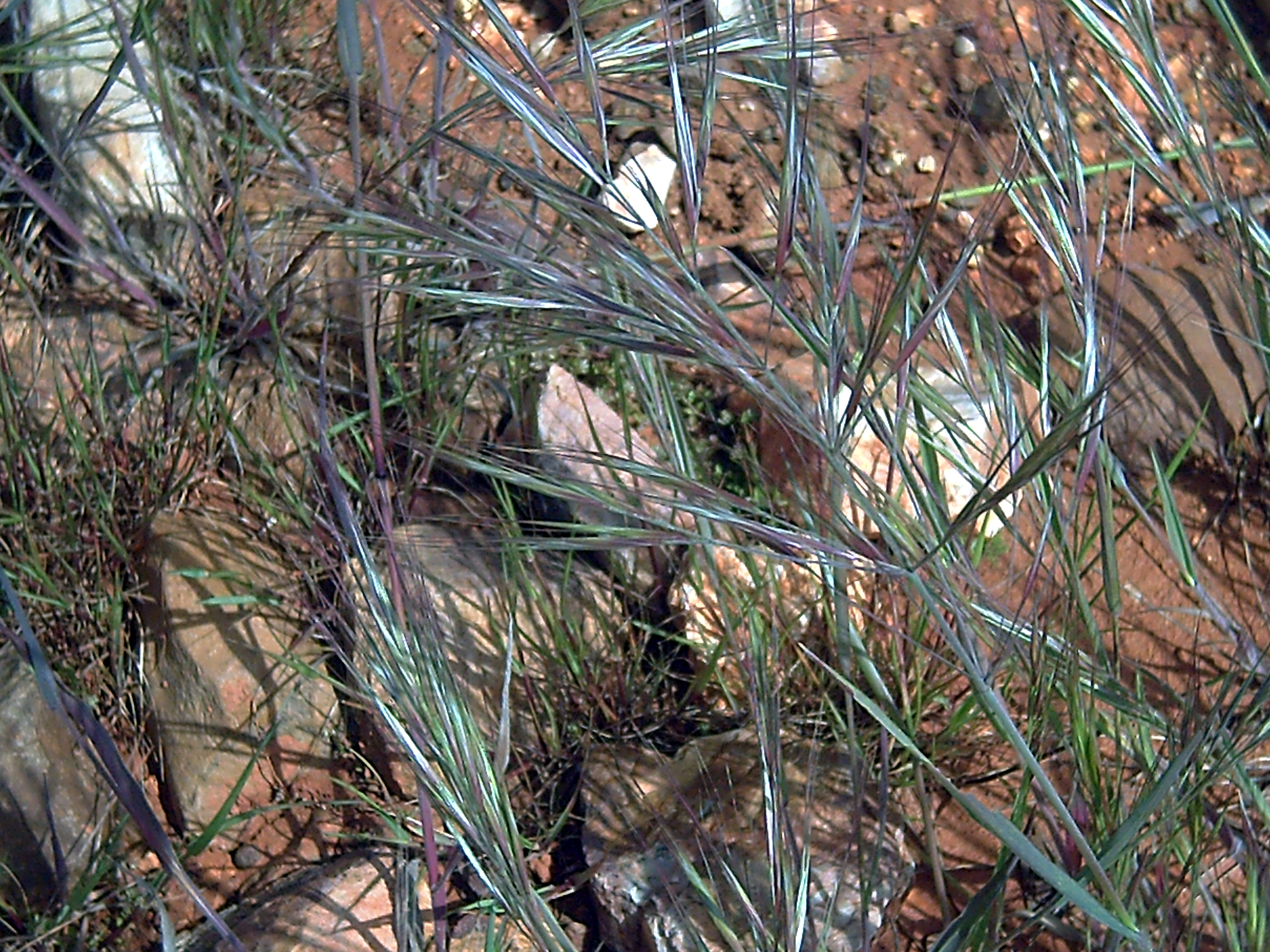